# Cressa cretica
Cressa cretica är en vindeväxtart som beskrevs av Carl von Linné. Cressa cretica ingår i släktet Cressa, och familjen vindeväxter. Inga underarter finns listade i Catalogue of Life.

## Bildgalleri

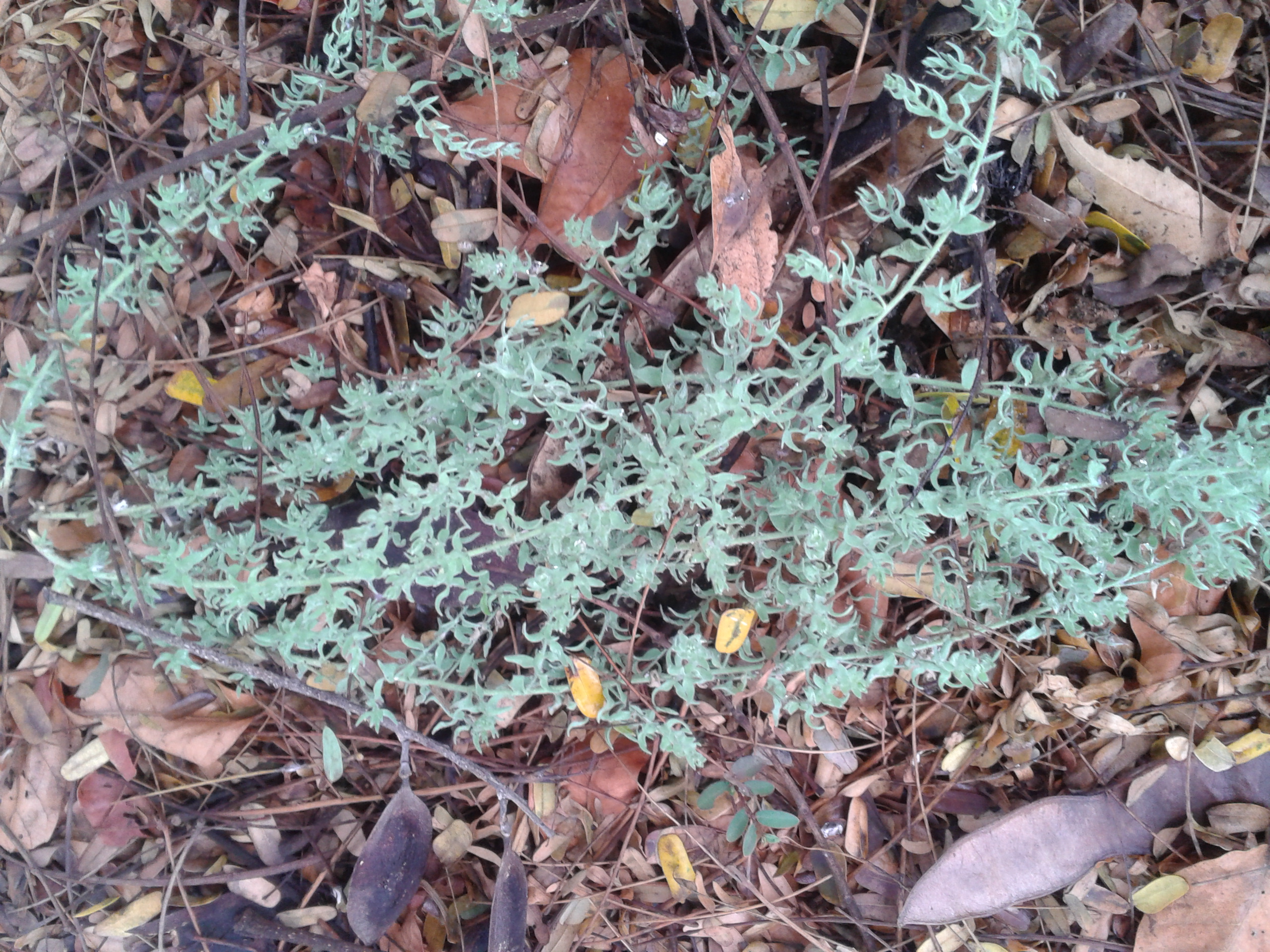
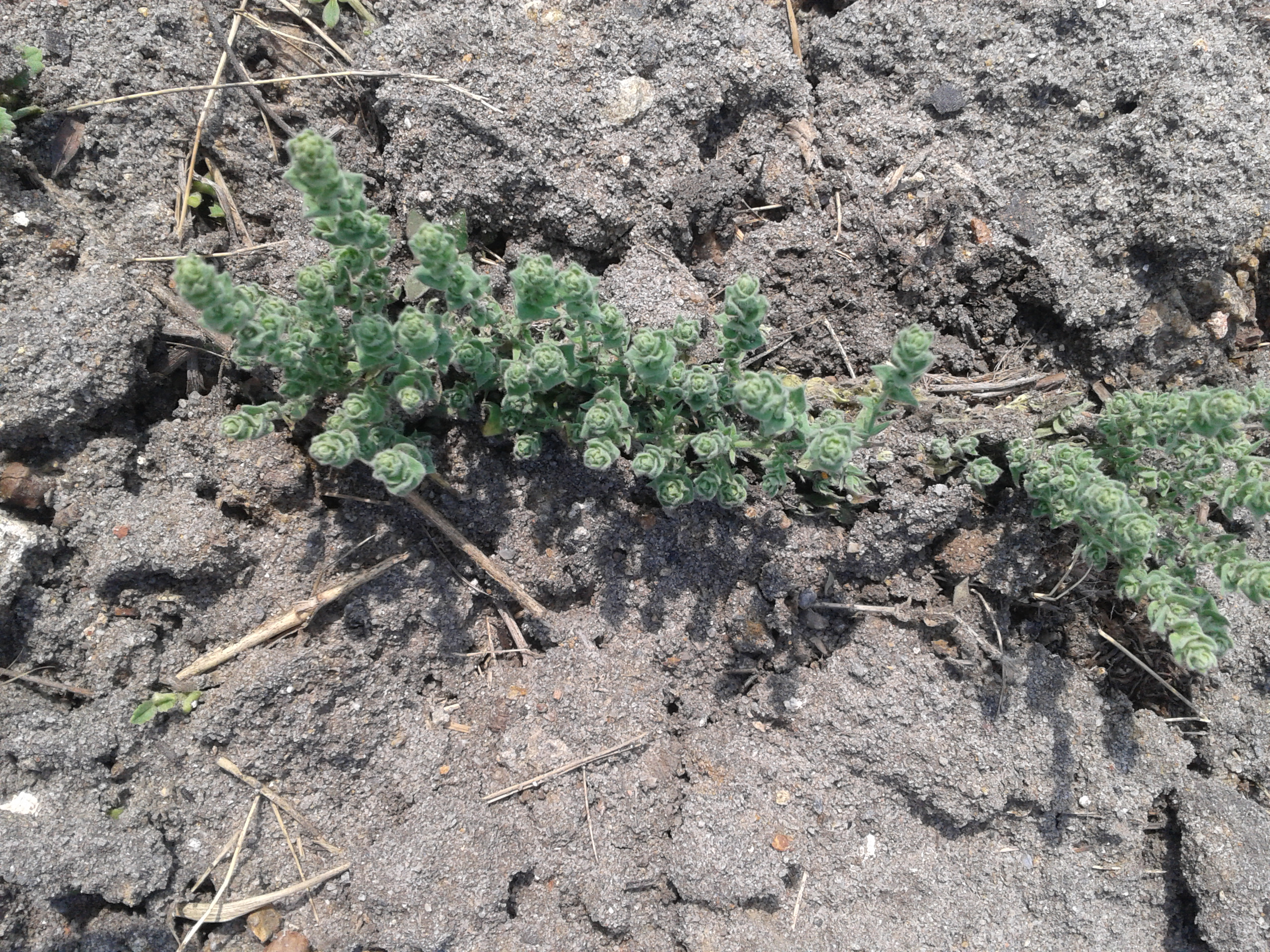
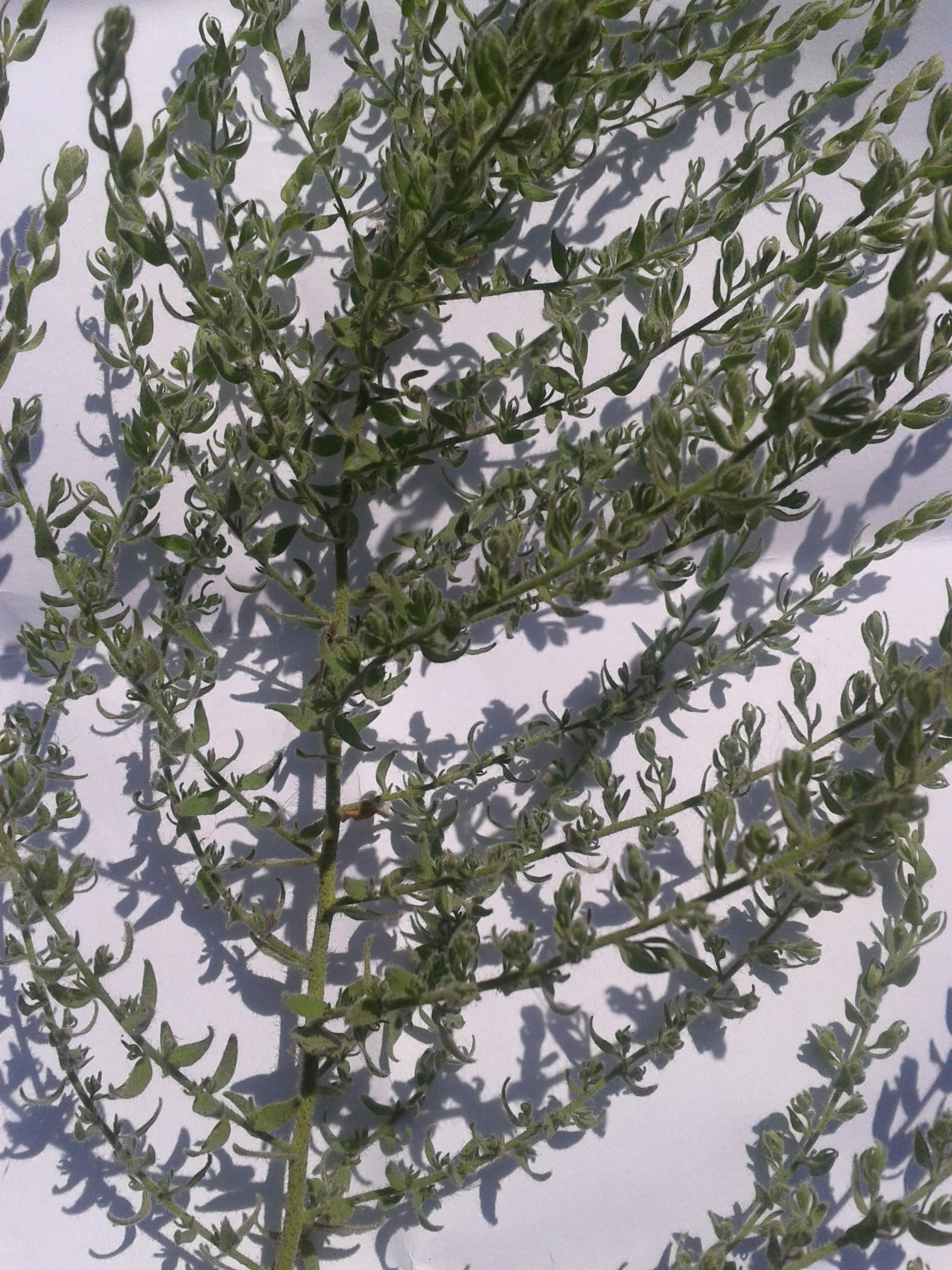
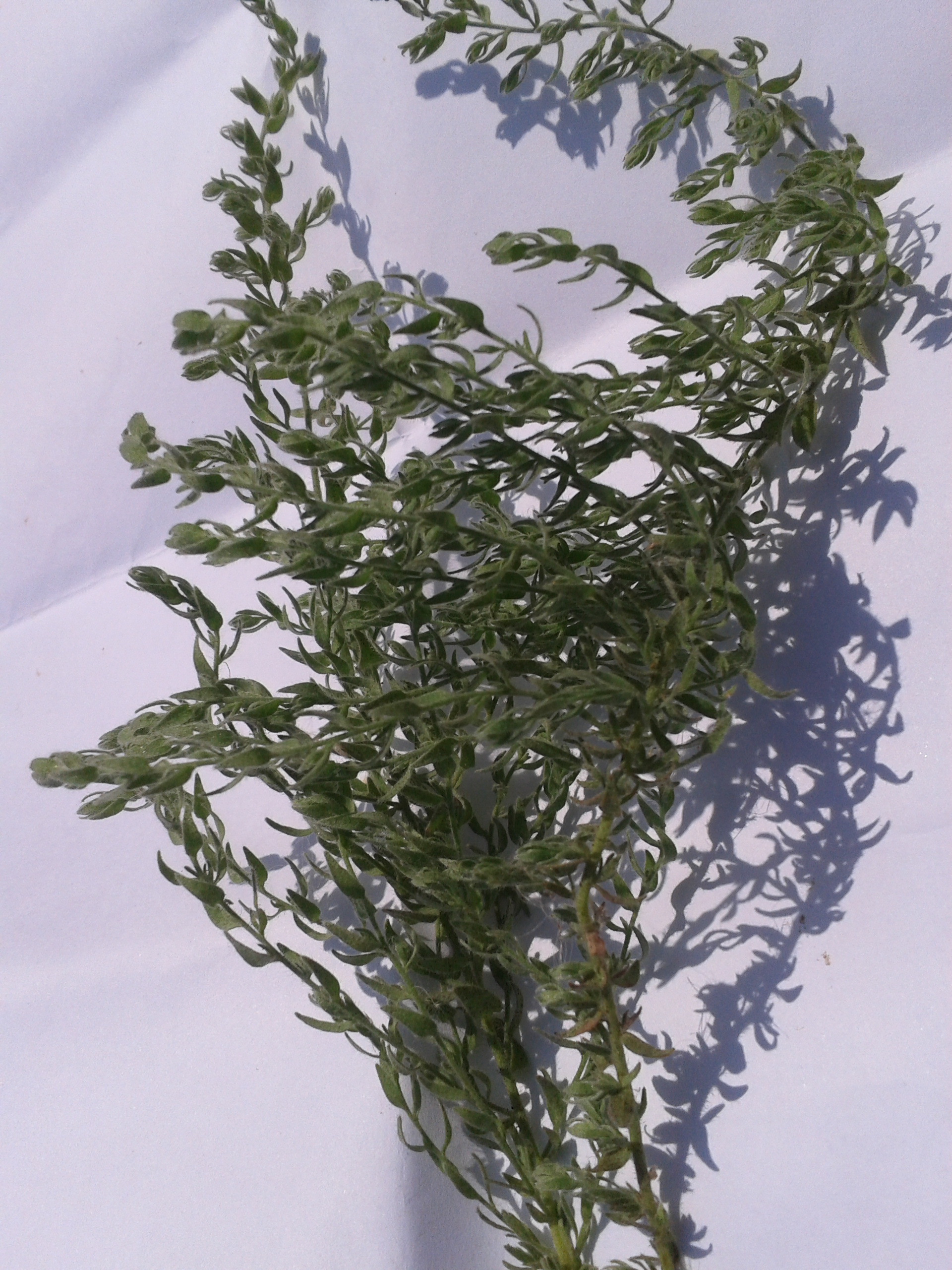
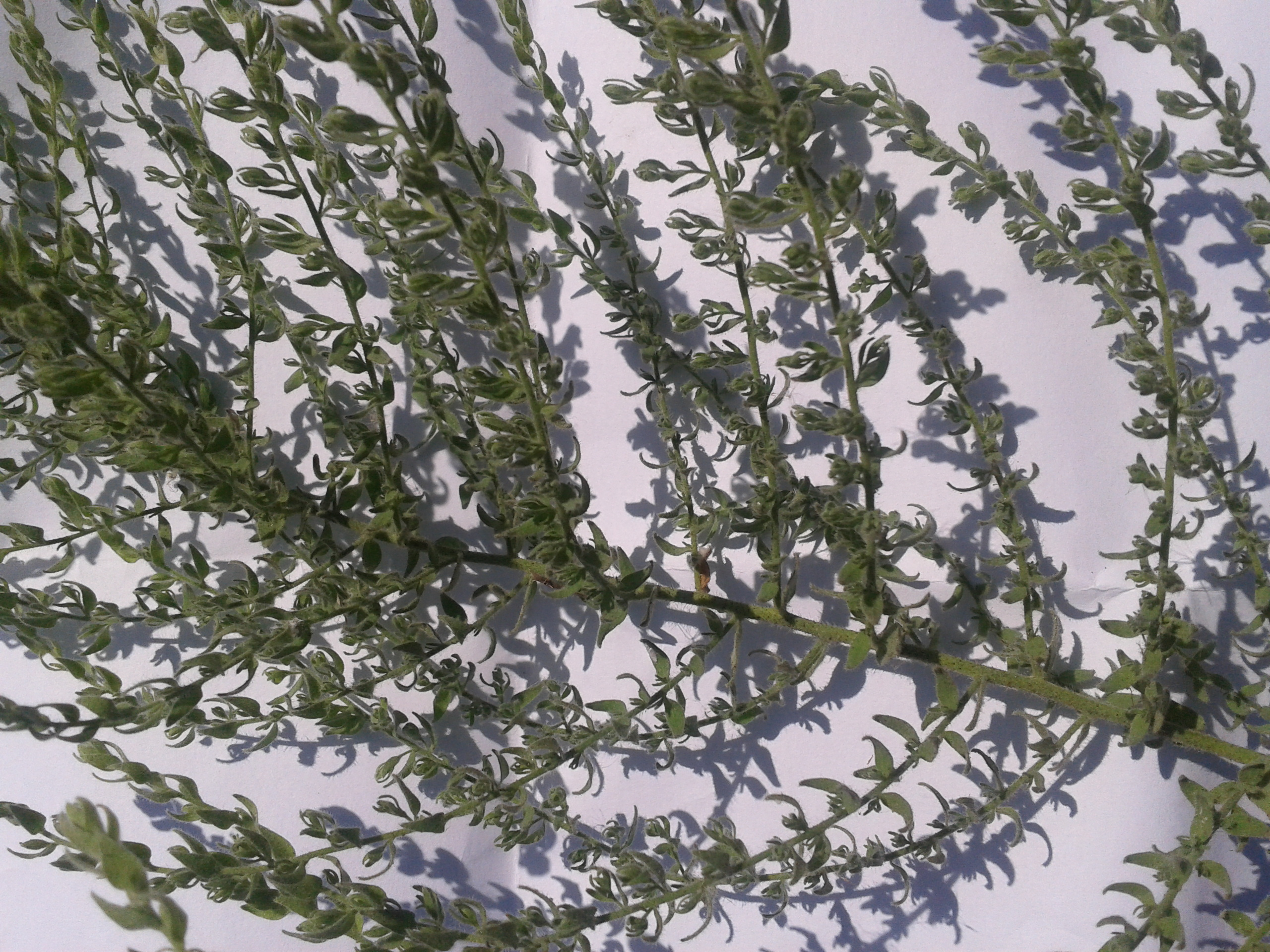
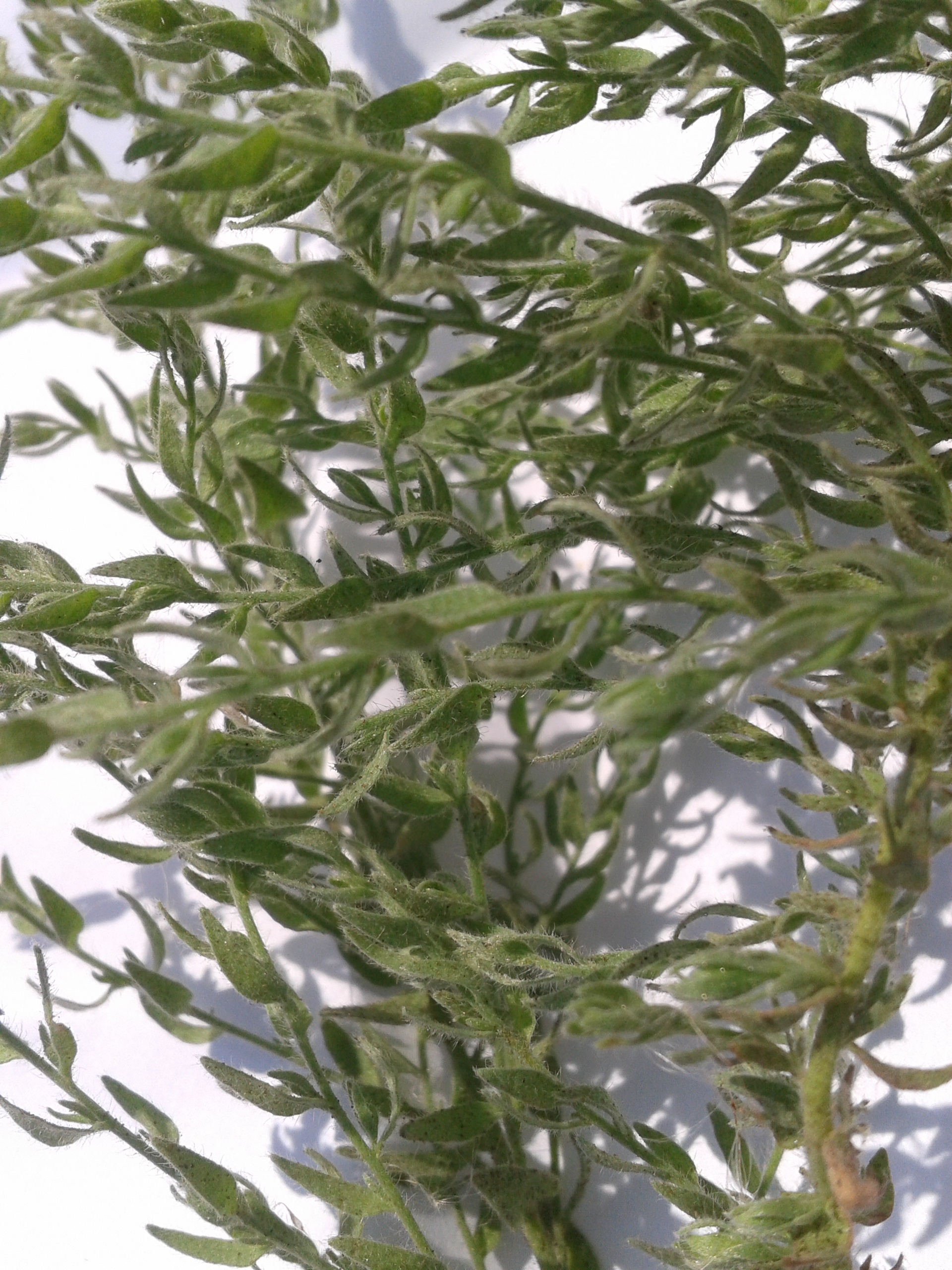